# Chionaema honei
Chionaema honei là một loài bướm đêm thuộc phân họ Arctiinae, họ Erebidae.